# Piassava

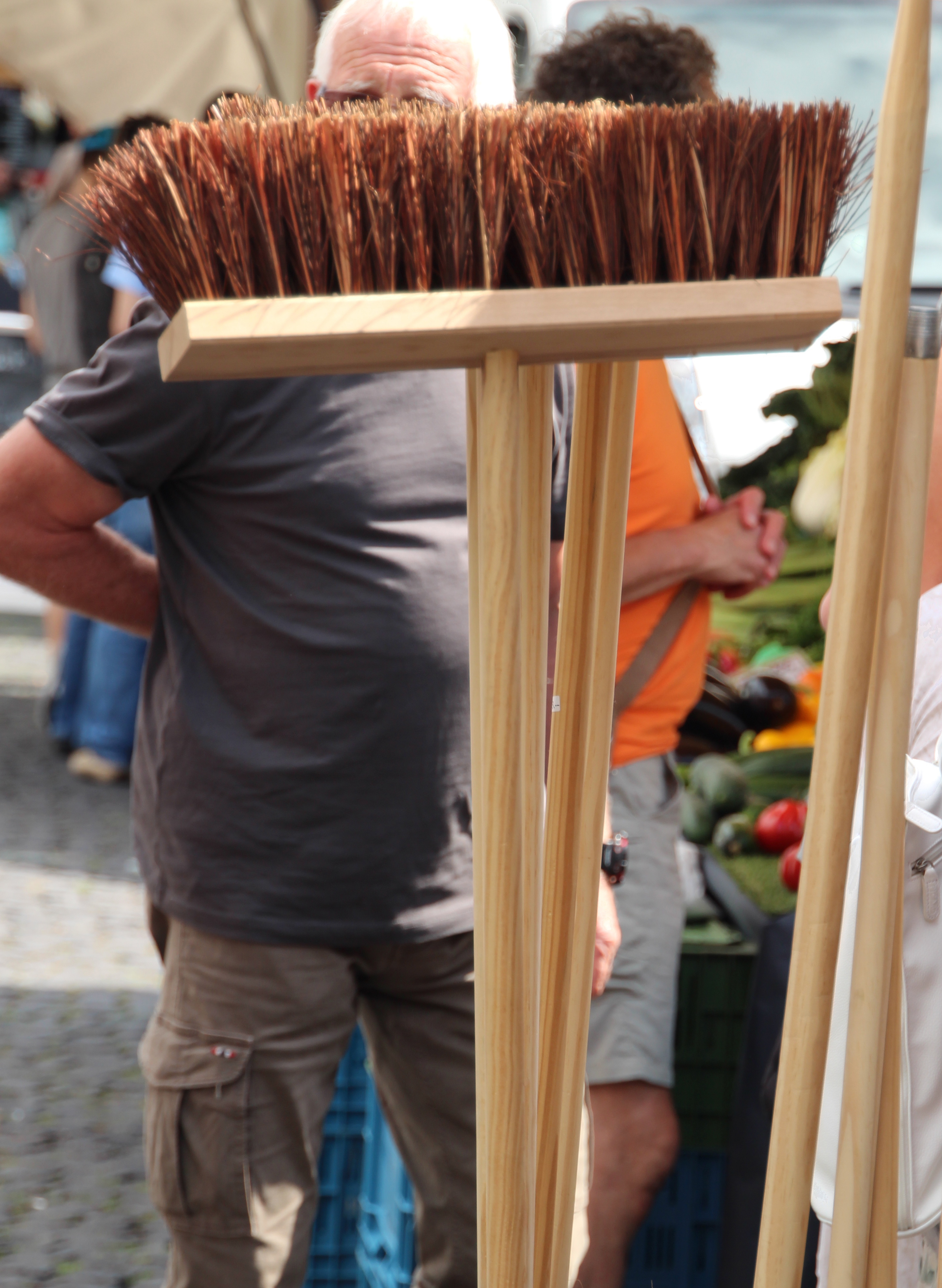
Piassavabesen auf einem Markt

Die Piassava (Piassave, Para grass, Monkey grass) ist eine starke, äußerst haltbare Pflanzenfaser, die aus Brasilien und Venezuela nach Europa gebracht wird und von der Strickpalme, Attalea funifera (Mart.), stammt. Die Piassava besteht aus den zähen Fasern der Blattscheiden, welche nach Zerstörung der übrigen Gewebsteile dieser Gebilde durch die Atmosphäre an den Stämmen der genannten Palme frei herabhängen. Diese Fasern sind fischbeinartig elastisch, glanzlos, dunkelbraun, fast immer abgeplattet, bis zu einem Meter lang, selten darüber und 0,8–2,5 mm dick. In den Ursprungsländern fertigt man aus der Piassava Matten, Seile und Taue. Nach England kam die Faser zuerst um 1845 als Verpackungsmaterial und galt anfänglich als unbrauchbar. 40 Jahre später verarbeitete man die Faser in großen Mengen zu fast unverwüstlichen Straßenbesen (Piassavabesen), Straßenkehrmaschinen, groben Bürsten etc. Die Faser wurde hauptsächlich von Bahia aus verschifft. Um 1884 wurden jährlich 2.000 Tonnen importiert, von denen ungefähr 50 t nach Deutschland kamen und 15 bis 18 Goldmark pro Zentner kosteten.